# Marie-Thérèse Bardet
Pour les articles homonymes, voir Jegat.
Marie-Thérèse Jégat (épouse Bardet), née le 2 juin 1898 à Lorient (Morbihan) et morte le 8 juin 2012 à Pontchâteau (Loire-Atlantique), à l'âge de 114 ans et 6 jours, est la doyenne des Français et des Européens du 1er janvier au 8 juin 2012.

## Biographie
Elle est née en 1898 à Lorient. Veuve depuis 1951, elle vit d'abord chez son fils avant de devenir, en 1982, pensionnaire de la maison de retraite du Traict à Saint-Nazaire. À partir de 1990 et jusqu'à son décès, elle réside à la maison de retraite de la Châtaigneraie à Pontchâteau (Loire-Atlantique). Elle meurt le 8 juin 2012.